# エアインフェルノ
『エアインフェルノ』（Air Inferno）はタイトーから1990年にリリースされたアーケードゲーム。

## ゲームのルール
アナログジョイスティック、スロットルレバー、バタフライ型フットペダル、スタートボタンで救助ヘリコプターを操作し、ビル火災などの災害の現場で消火活動や救助活動を行う。
基本編の2ステージと救助編の4ステージで全6ステージ構成。
他の減点方式のフライトシミュレーションゲームと違い、全ステージ満点が容易であり、救助編で全ステージ満点だと599点のボーナス点が与えられる。したがって、このゲームにおける最高得点は999点であり、その次に良い点数は398である。